# Marko Radonjić
Marko Radonjić (in serbo Марко Радоњић?; Kruševac, 6 febbraio 1993) è un ex cestista serbo.